# Deutsche Vereinigung des Gas- und Wasserfaches
De Deutsche Vereinigung des Gas- und Wasserfaches (DVGW) is de Duitse vereniging voor gas en water met het hoofdkantoor in Bonn. De DVGW werd opgericht in 1859.
Haar voornaamste taak is het creëren van de technische voorschriften voor de veiligheid en betrouwbaarheid van gas- en watervoorziening. In aanvulling op de voorbereiding van de nationale DVGW-reguleringen importeert het ook de DIN-, EN- en ISO-normen. De certificatieactiviteiten worden gedaan door DVGW CERT GmbH, een volledige dochteronderneming van DVGW.